# Tchiakoullé
Tchiakoullé est un hameau de Guinée situé dans le massif du Fouta-Djalon dans la région de moyenne Guinée.

## Géographie
Le hameau, localisé à 80 km de Labé, la ville principale de l'arrondissement, qui compte quelques maisons en dur et une dizaine de maisons en torchis, est localisé dans le massif montagneux et forestier du Fouta-Djalon.

## Histoire
Tchiakoullé est un hameau peuplé principalement par la communauté peule. Il a connu une notoriété indirecte en mai 2011, lorsqu'il a été révélé que Nafissatou Diallo, la victime présumée de l'affaire Dominique Strauss-Kahn, en était originaire (elle en est partie en 2002) et qu'une partie de sa famille y résidait toujours,.